# Hoàn Đài
Hoàn Đài (tiếng Trung: 桓台县, Hán Việt: Hoàn Đài huyện) là một quận của địa cấp thị Truy Bác, tỉnh Sơn Đông, Cộng hòa Nhân dân Trung Hoa. Huyện này có diện tích 509,53 km2, dân số năm 2002 là 490.000 người. Huyện này có 11 trấn.
Năm 685 TCN, quân Tề (Tề Hoàn công) đánh bại quân Lỗ (Lỗ Trang công) tại Kiền Thời, Hoàn Đài ngày nay.

## Khí hậu
| Dữ liệu khí hậu của Hoàn Đài (1991–2020 normals, extremes 1981–2010) | Dữ liệu khí hậu của Hoàn Đài (1991–2020 normals, extremes 1981–2010) | Dữ liệu khí hậu của Hoàn Đài (1991–2020 normals, extremes 1981–2010) | Dữ liệu khí hậu của Hoàn Đài (1991–2020 normals, extremes 1981–2010) | Dữ liệu khí hậu của Hoàn Đài (1991–2020 normals, extremes 1981–2010) | Dữ liệu khí hậu của Hoàn Đài (1991–2020 normals, extremes 1981–2010) | Dữ liệu khí hậu của Hoàn Đài (1991–2020 normals, extremes 1981–2010) | Dữ liệu khí hậu của Hoàn Đài (1991–2020 normals, extremes 1981–2010) | Dữ liệu khí hậu của Hoàn Đài (1991–2020 normals, extremes 1981–2010) | Dữ liệu khí hậu của Hoàn Đài (1991–2020 normals, extremes 1981–2010) | Dữ liệu khí hậu của Hoàn Đài (1991–2020 normals, extremes 1981–2010) | Dữ liệu khí hậu của Hoàn Đài (1991–2020 normals, extremes 1981–2010) | Dữ liệu khí hậu của Hoàn Đài (1991–2020 normals, extremes 1981–2010) | Dữ liệu khí hậu của Hoàn Đài (1991–2020 normals, extremes 1981–2010) |
| Tháng                                                                | 1                                                                    | 2                                                                    | 3                                                                    | 4                                                                    | 5                                                                    | 6                                                                    | 7                                                                    | 8                                                                    | 9                                                                    | 10                                                                   | 11                                                                   | 12                                                                   | Năm                                                                  |
| -------------------------------------------------------------------- | -------------------------------------------------------------------- | -------------------------------------------------------------------- | -------------------------------------------------------------------- | -------------------------------------------------------------------- | -------------------------------------------------------------------- | -------------------------------------------------------------------- | -------------------------------------------------------------------- | -------------------------------------------------------------------- | -------------------------------------------------------------------- | -------------------------------------------------------------------- | -------------------------------------------------------------------- | -------------------------------------------------------------------- | -------------------------------------------------------------------- |
| Cao kỉ lục °C (°F)                                                   | 20.1 (68.2)                                                          | 22.0 (71.6)                                                          | 32.2 (90.0)                                                          | 33.5 (92.3)                                                          | 37.6 (99.7)                                                          | 41.5 (106.7)                                                         | 40.5 (104.9)                                                         | 37.8 (100.0)                                                         | 39.7 (103.5)                                                         | 32.0 (89.6)                                                          | 26.7 (80.1)                                                          | 19.8 (67.6)                                                          | 41.5 (106.7)                                                         |
| Trung bình ngày tối đa °C (°F)                                       | 3.9 (39.0)                                                           | 7.9 (46.2)                                                           | 15.0 (59.0)                                                          | 21.5 (70.7)                                                          | 27.5 (81.5)                                                          | 32.0 (89.6)                                                          | 32.4 (90.3)                                                          | 31.0 (87.8)                                                          | 27.6 (81.7)                                                          | 21.4 (70.5)                                                          | 12.9 (55.2)                                                          | 5.6 (42.1)                                                           | 19.9 (67.8)                                                          |
| Trung bình ngày °C (°F)                                              | −1.2 (29.8)                                                          | 2.2 (36.0)                                                           | 8.9 (48.0)                                                           | 15.3 (59.5)                                                          | 21.6 (70.9)                                                          | 26.2 (79.2)                                                          | 27.7 (81.9)                                                          | 26.4 (79.5)                                                          | 22.2 (72.0)                                                          | 15.7 (60.3)                                                          | 7.7 (45.9)                                                           | 0.7 (33.3)                                                           | 14.4 (58.0)                                                          |
| Tối thiểu trung bình ngày °C (°F)                                    | −5.2 (22.6)                                                          | −2.3 (27.9)                                                          | 3.6 (38.5)                                                           | 9.7 (49.5)                                                           | 16.0 (60.8)                                                          | 20.9 (69.6)                                                          | 23.5 (74.3)                                                          | 22.5 (72.5)                                                          | 17.6 (63.7)                                                          | 11.0 (51.8)                                                          | 3.3 (37.9)                                                           | −3.2 (26.2)                                                          | 9.8 (49.6)                                                           |
| Thấp kỉ lục °C (°F)                                                  | −19.5 (−3.1)                                                         | −17.9 (−0.2)                                                         | −11.3 (11.7)                                                         | −5.8 (21.6)                                                          | 0.6 (33.1)                                                           | 9.7 (49.5)                                                           | 15.9 (60.6)                                                          | 11.3 (52.3)                                                          | 5.5 (41.9)                                                           | −2.6 (27.3)                                                          | −12.6 (9.3)                                                          | −21.8 (−7.2)                                                         | −21.8 (−7.2)                                                         |
| Lượng Giáng thủy trung bình mm (inches)                              | 6.9 (0.27)                                                           | 11.5 (0.45)                                                          | 10.2 (0.40)                                                          | 27.2 (1.07)                                                          | 61.0 (2.40)                                                          | 77.4 (3.05)                                                          | 143.3 (5.64)                                                         | 160.2 (6.31)                                                         | 44.4 (1.75)                                                          | 23.9 (0.94)                                                          | 23.4 (0.92)                                                          | 7.7 (0.30)                                                           | 597.1 (23.5)                                                         |
| Số ngày giáng thủy trung bình (≥ 0.1 mm)                             | 2.7                                                                  | 3.5                                                                  | 3.2                                                                  | 5.3                                                                  | 6.7                                                                  | 8.0                                                                  | 12.0                                                                 | 11.0                                                                 | 7.1                                                                  | 5.6                                                                  | 4.5                                                                  | 3.3                                                                  | 72.9                                                                 |
| Số ngày tuyết rơi trung bình                                         | 3.3                                                                  | 3.1                                                                  | 1.3                                                                  | 0.1                                                                  | 0                                                                    | 0                                                                    | 0                                                                    | 0                                                                    | 0                                                                    | 0                                                                    | 0.6                                                                  | 2.0                                                                  | 10.4                                                                 |
| Độ ẩm tương đối trung bình (%)                                       | 57                                                                   | 54                                                                   | 47                                                                   | 51                                                                   | 55                                                                   | 57                                                                   | 71                                                                   | 75                                                                   | 67                                                                   | 61                                                                   | 61                                                                   | 60                                                                   | 60                                                                   |
| Số giờ nắng trung bình tháng                                         | 152.2                                                                | 161.9                                                                | 218.8                                                                | 237.5                                                                | 269.4                                                                | 231.9                                                                | 201.8                                                                | 201.8                                                                | 185.5                                                                | 185.7                                                                | 159.1                                                                | 145.6                                                                | 2.351,2                                                              |
| Phần trăm nắng có thể                                                | 49                                                                   | 53                                                                   | 59                                                                   | 60                                                                   | 61                                                                   | 53                                                                   | 46                                                                   | 49                                                                   | 50                                                                   | 54                                                                   | 53                                                                   | 49                                                                   | 53                                                                   |
| Nguồn: China Meteorological Administration                           |                                                                      |                                                                      |                                                                      |                                                                      |                                                                      |                                                                      |                                                                      |                                                                      |                                                                      |                                                                      |                                                                      |                                                                      |                                                                      |